# Sainte-Foy-de-Belvès
Sainte-Foy-de-Belvès település Franciaországban, Dordogne megyében. Lakosainak száma 141 fő (2022. január 1.). Sainte-Foy-de-Belvès Pays-de-Belvès, Doissat, Orliac, Mazeyrolles, Salles-de-Belvès és Larzac községekkel határos.

## Népesség
A település népessége az elmúlt években az alábbi módon változott:
| Lakosok száma | 176  | 173  | 166  | 128  | 135  | 138  | 139  | 140  | 140  | 141  |
|               | 1968 | 1982 | 1990 | 2006 | 2013 | 2015 | 2017 | 2019 | 2020 | 2022 |